# Radames Pera
Radames Pera est un acteur américain né le 14 septembre 1960 à New York qui a tenu quelques rôles dans des séries télévisées cultes des années 1970. Il a développé d'autres centres d'intérêts dans la vidéo et l'électronique, et a finalement formé sa propre société, All Systems Go! à L.A. en 1988, conception et installation de Home cinéma et de systèmes de sonorisation. Pendant plusieurs années, il s'est spécialisé dans les solutions AV et WiFi dans sa société basée à San Diego.

## Filmographie
- 1969 : A Dream of Kings avec Anthony Quinn et Irène Papas : Stavros
- 1969 à la télévision: Medical Center: Allan Theron (1 épisode, 1969)
- 1969 à la télévision: The Red Skelton Hour avec Red Skelton : Oliver Twist (1 épisode, 1969)
- 1970 à la télévision: The Bill Cosby Show avec Bill Cosby : Bob Fullerton (1 épisode, 1970)
- 1970-1971 à la télévision:The Interns : Boy/David (2 épisodes, 1970-1971)
- 1971 à la télévision: Dan August avec Burt Reynolds : Cort (1 épisode,1971)
- 1971 : Incident in San Francisco (TV)
- 1971 à la télévision: Family Affair: Johnnie (1 épisode,1971
- 1971 à la télévision: Cannon avec William Conrad: Charles Lassiter (1 épisode,1971)
- 1971 à la télévision: Night Gallery: Paul (1 épisode,1971)
- 1972 : Gidget Gets Married (en) (TV) d'E. W. Swackhamer : Bob Ramsey
- 1972 à la télévision: La Famille des collines (The Waltons) : Paul Mann (1 épisode, 1972)
- 1973 à la télévision: The Rookies: Mickey (1 épisode,1973)
- 1972-1973 à la télévision: Lassie: Willy Carson (3épisodes, 1972-1973)
- 1972-1973 à la télévision: Docteur Marcus Welby (Marcus Welby,M.D) : David Epstein/Terence Ellis (2 épisodes, 1972-1973)
- 1972 : Kung Fu ("Kung Fu") (série TV) avec David Carradine, Keye Luke, Philip Ahn : Kwai Chang Caine enfant (1972-1975)
- 1973 : L'Homme qui valait trois milliards avec Lee Majors (The Six Million Dollar Man) (TV) : Alex Jackson ( 2 épisodes 1973-1975 )
- 1975 : La Petite Maison dans la prairie ("Little house on the prairie") (série TV) : John Sanderson Edwards (1975-1980)
- 1975 à la télévision: Shazam! : Rafael (1 épisode, 1975)
- 1978 à la télévision: Project U.F.O : Eddie (1 épisode)
- 1981 : Very Like a Whale : Bates' Estranged Son
- 1984 à la télévision: Masquerade: Scooter Putnam (1 épisode)
- 1984 : L'Aube rouge (Red Dawn) de John Milius avec Patrick Swayze, Charlie Sheen, Jennifer Grey : Stepan Gorsky
- 1986 à la télévision: le retour de Mike Hammer avec Stacy Keach: Bernard Rockland (1 épisode,1984)
- 1987 à la télévision: Starman (série télévisée) : Richard Billings (1 épisode, 1987)

## Anecdotes
- Radames Pera est le fils de l'actrice Lisa Pera qui joua entre autres dans "Mission impossible (série télévisée) ", "La petite maison dans la prairie", "Les Mystères de l'Ouest" avec Robert Conrad, ou "Do Not Disturb" avec Doris Day.
- son nom dans la série Kung-fu est "Grasshopper" qui veut dire "Sauterelle" et non "petit scarabée".
- Aux États-Unis dans son entreprise d'Audio vidéo, All Systems Go! les clients étaient Johnny Depp, Nicholas Cage, Sharon Stone, Phil Knight, Charlize Theron et Ben Stiller.
Radames Pera vit maintenant en France près de Reims avec son épouse et sa fille.

## Accusation de viol
Fin 2021, Radames Pera est mis en examen pour viol sur mineure de moins de 15 ans à la suite d'une plainte datant de l'été de la même année.